# أوليفر ريدل
أوليفر ريدل (بالألمانية: Oliver Riedel) (و. 1971  م) هو عازف بيس ألماني، ولد في شفيرين، يستخدم آلات غيتار البيس، وقيثارة، وهو عضوٌ في رامشتاين.

## وصلات خارجية
- أوليفر ريدل على موقع IMDb (الإنجليزية)
- أوليفر ريدل على موقع ميوزك برينز (الإنجليزية)
- أوليفر ريدل على موقع أول ميوزيك (الإنجليزية)
- أوليفر ريدل على موقع ديسكوغز (الإنجليزية)
- أوليفر ريدل على موقع قاعدة بيانات الفيلم (الإنجليزية)
- أوليفر ريدل في قاعدة بيانات الأفلام على الإنترنت